# Équipe d'Uruguay féminine de handball
Maillots
L'équipe d'Uruguay féminine de handball représente la Fédération uruguayenne de handball lors des compétitions internationales, notamment aux championnats du monde et aux championnats panaméricain.

## Palmarès

### Parcours auxchampionnats du monde
- avant 1995 : non qualifiée
- 1997 : 24e place
- 1999 : non qualifiée
- 2001 : 23e place
- 2003 : 24e place
- 2005 : 23e place
- 2007 : non qualifiée
- 2009 : non qualifiée
- 2011 : 20e place
- depuis 2013 : non qualifiée

### Parcours auChampionnat panaméricain
- 1986 : 6e place
- 1991 : 6e place
- 1997 :  3e place
- 1999 : 4e place
- 2000 :  Vice-champion
- 2003 :  3e place
- 2005 :  3e place
- 2007 : 5e place
- 2009 : 6e place
- 2011 : 4e place
- 2013 : 5e place
- 2015 : 5e place
- 2019 : 4e place

### Parcours auChampionnat d'Amérique du Sud et centrale
- 2018 : 5e place
- 2021 : 4e place

### Parcours auxJeux panaméricains
- 1987 : non qualifiée
- 1995 : non qualifiée
- 1999 : 5e place
- 2003 :  3e place
- 2007 : non qualifiée
- 2011 : 7e place
- 2015 :  3e place
- 2019 : non qualifiée

### Parcours auxJeux sud-américains
- 2002 :  3e place
- 2006 : 4e place
- 2010 :  3e place
- 2014 : 4e place
- 2018 : 4e place